# CTRL (película)
CTRL es una película de suspenso en hindi de 2024 dirigida por Vikramaditya Motwane, escrita por Motwane y Avinash Sampath. Producida por Nikhil Dwivedi y Arya Menon bajo los estandartes de Saffron Magicworks y Andolan Films, la película está protagonizada por Ananya Panday y Vihaan Samat.
Se estrenó en Netflix el 4 de octubre de 2024.

## Premisa
Los influencers Nella y Joe son la pareja perfecta. Pero, cuando él le es infiel, ella recurre a una aplicación de IA para borrarlo de su vida... hasta que pierde el control.

## Reparto
- Ananya Panday como Nalini "Nella" Awasthi
- Vihaan Samat como Joe Mascarenhas
- Devika Vatsa como Bina
- Kamakshi Bhat como Shonali
- Suchita Trivedi como Nella's mother
- Samit Gambhir como Manish Hirani
- Kundan Pandey como Kundan
- Ravish Desai como Aryan K
- Aparshakti Khurana como Allen (voz)

## Música
| Tracklist |                  |                                 |          |  |
| N.º       | Título           | Cantante(s)                     | Duración |  |
| 1.        | «Ainwayi Yunhi»  | Anika Bharwani                  | 4:30     |  |
| 2.        | «B(h)adass»      | Ananya Pandey, Sneha Khanwalkar | 3:20     |  |
| 3.        | «Ulfat»          | Mary Ann Alexander              | 3:47     |  |
| 4.        | «Teddy Bear»     | Anand Bhaskar, Nikhita Gandhi   | 2:46     |  |
| 5.        | «Mera Boyfriend» | Yashraj Mukhate, Ananya Panday  | 0:51     |  |

## Producción
La película se anunció en febrero de 2023. La fotografía principal de la película finalizó en febrero de 2024.
El avance se lanzó el 4 de agosto de 2024. La película está inspirada cinematográficamente en el estilo artístico en primera persona del debut como director de Aneesh Chaganty, Searching (2018).